# Strohgeflechtmaß
Das Strohgeflechtmaß war ein Schweizer Stückmaß im Kanton Luzern. Es war im Gesetz vom 22. November 1836 festgelegt worden.
Unter dem Strohgeflechtmaß verstand man ein Stück Strohgeflecht mit einer Länge von 24 Ellen Schweizer Maß. Die Schweizer Elle, zwei Fuß lang, rechnete man mit 265,9776 Pariser Linien oder 0,6 Meter, so dass das Stück Strohgeflecht eine Länge von 14,40 Meter hatte.
Gesetzlich war das Hinterlegen eines Musters in den Gemeinden mit Flechtarbeiten vorgeschrieben. Jedes Stück Strohgeflecht mit Abweichungen zog Bestrafung für Hersteller und Käufer mit sich.